# Алеканово (Рязанская область)
Алека́ново — село в Рязанском районе Рязанской области России. Входит в состав Дубровичского сельского поселения.

## География
Находится в 29 км к востоку от Рязани, в долине Оки, на северо-восточном берегу озера Велье (Алекановское).

## Население
| 1859 | 1897  | 1906  | 2010 |
| ---- | ----- | ----- | ---- |
| 1594 | ↘1301 | ↗1788 | ↘276 |

## Происхождение названия
В старину оно называлось Альханово (Ольханово) .
«… „олхане“ или „олыкане“ — в переводе с лугового марийского языка — „люди при лугах“ и „с лугами“… „Олыканово“ — Алеканово…» .
Название деревни своим происхождением обязано, по всей вероятности, каким-то древним племенам, может быть, уральской языковой семьи. И в самом деле, местное коренное население произносит имя этого села как «Ляканово», а на языке пермских народов финской языковой группы «лякан» означает «нечто колеблющееся, колышущееся, гибкий прут, тонкое дерево» или же «топкое, трясинное место» (сравни с марийским «лакаш» — непроходимое место). Кстати, там же не так далеко за селом Ижевское (родина К. Э. Циолковского) есть село с таким названием ЛАКАШ. То есть название села — это топонимический субстрат: ЛЯК — корень слова, АН — суффикс, ОВО — русское (более позднее) окончание слова. И можно предположить, что непосредственно живший этнос был близок по языку к марийцам, именно в этом языке ОЛЫКАН означает «с лугами», то есть опять же луговина — «низкое, топкое место». Такой ландшафт у этого населенного пункта сохранился и по сей день. Прилегающие к Алеканово пойменные луга Оки в течение многих лет определяли хозяйственную направленность занятий населения.
А вот как расшифровывают похожее название топонимисты Южного Урала. В Челябинской области есть озеро Алекай (Алыкай-Куль), Н. И. Шувалов производит его от тюркского мужского имени Алакай (Алекай), где али — «возвышенный», кай — именной аффикс, придающий имени ласкательный оттенок.

## Владельцы
Владел (до 1646 г.) стольник Михаил Матвеевич Бутурлин, затем (в 1678 г.) — Андрей Федорович Чаплыгин. Церковь Предтеченская построена в апреле 1694 г. помещиком стольником Иваном Богдановичем Чаплыгиным (упоминается в качестве помещика и в 1722 г.). До 1694 года Алеканово числилось деревней церковного прихода села Дубровичи.
В 1741 г. числилась за фельдмаршалом князем Никитой Юрьевичем Трубецким, в 1780 г. — за подпоручиком Григорием Андреевичем Бурцовым, в 1795 г. — за его вдовой, Евпраксией Павловной Бурцовой.
В 1801 году на её месте построена деревянная церковь во имя Рождества Иоанна Предтечи с деревянной колокольней, на средства Петра Петровича Хрущева (упоминается как помещик вместе с братом Андреем Петровичем до 1823 г.). В 1823—1834 гг. владела Елизавета Андреевна Нарышкина, урожд. Хрущова, в 1850 г. — её брат Андрей Андреевич Хрущов. В 1858 г. владела помещица генерал-майорша Вера Васильевна Селивачова.

## Знаменитости
Алеканово — родина нескольких Георгиевских кавалеров:
За русско-турецкую войну 1877-1878 годов
- Семен Антипович Воеводин (1837 года рождения) - Отдан в рекруты в январе 1866 года. Направлен в 1-й уланский Санкт-Петербургский Его Величества Короля Баварского полк. Награжден Знаком отличия Военного ордена (ЗОВО) IV степени №43909 «За дело с турками 1877 и 1878 гг.» (2 ноября 1878 года)», светло-бронзовой медалью «В память русско-турецкой войны 1877-1878».

За русско-японскую войну 1904-1905 годов
- Тимофей Михайлович Мелёхин (1876 года рождения) — строевой квартирмейстер крейсера 1 ранга «Громобой». Награждён Знаком Отличия Военного ордена Святого Георгия (ЗОВО) IV степени за № 95349 "за бой 1 августа 1904 года".
- Кондратий Гаврилович Савкин (1867 года рождения) — старший унтер-офицер 137-го Нежинского пехотного полка. Награждён Знаком Отличия Военного ордена Святого Георгия (ЗОВО) IV степени за № 133877 с формулировкой: «При атаке деревни Ханченпу 22 февраля 1905 г., будучи ранен, после перевязки возвратился в строй, где и оставался до конца боя».
- Тимофей Степанович Яшкин (1867 года рождения) — младший унтер-офицер 137-го Нежинского пехотного полка. Награждён Знаком Отличия Военного ордена Святого Георгия (ЗОВО) IV степени за № 127273 «за мужество и храбрость, показанные им в делах против японцев».

## Археология
В 1897 году археолог Василий Городцов обнаружил рядом с селом Алеканово керамический сосуд X—XI веков с 14 знаками, расположенными в строковой планировке. Так как знаков на алекановской надписи было слишком много, чтобы их можно было принять за клеймо мастера, то В. А. Городцов предположил, «что знаки представляют собой литеры неизвестного письма». В 1898 году здесь же на обломках глиняной посуды было обнаружено ещё пять аналогичных знаков.